# Listă de actori chinezi
Aceasta este o listă de actori din China, Hong Kong, Macao, Taiwan:

Cuprins: Început - 0–9 A B C D E F G H I J K L M N O P Q R S T U V W X Y Z

## C
- Wallace Huo
- Bobo Chan
- Ellen Chan
- Flora Chan
- Kelly Chan
- Jackie Chan
- Nadia Chan
- Sunny Chan
- Angela Chang
- Brandon Chang
- Chen Baoguo
- Chen Daoming
- Calvin Chen
- Edison Chen
- Ella Chen
- Jaycee Chan
- Kelly Chen
- Chin Tsi-ang
- Ekin Cheng
- Joe Cheng
- Sammi Cheng
- Angie Cheung
- Cecilia Cheung
- Leslie Cheung
- Maggie Cheung
- David Chiang
- Chin Han
- Ada Choi
- Charlene Choi
- Jay Chou
- Niki Chow
- Stephen Chow
- Chow Yun-fat
- Athena Chu
- Wu Chun
- Cherie Chung
- Christy Chung
- Gillian Chung

## F
- Fan Bing-Bing
- Theresa Fu

## G
- Ge You
- Gong Li

## H
- Benita Ha
- Chen Hao
- Mike He
- Huang Xiao Ming
- Denise Ho

## J
- Josie Ho
- Jia Hongsheng
- Jessica Hester Hsuan
- Hu Ge
- Sammo Hung

## K
- Ella Koon
- Rosamund Kwan
- Shirley Kwan
- Kenix Kwok

## L
- Michael Lam
- Raymond Lam
- Gigi Lai
- Leon Lai
- Karena Lam
- Andy Lau
- Carina Lau
- Hawick Lau
- Angelica Lee
- Bruce Lee
- Brandon Lee
- Loletta Lee
- San San Lee
- Aarif Lee
- Gigi Leung
- Ken Leung
- Tony Leung Chiu Wai
- Li Ching
- Li Bing Bing
- Gong Li
- Jet Li
- Nina Li Chi
- Ariel Lin
- Brigitte Lin
- Jimmy Lin
- Ruby Lin
- Bernice Liu
- Tao Liu
- Bai Ling
- Candy Lo
- Gallen Lo
- Betty Loh Ti
- Zihan Loo

## M
- Annie Man
- Karen Mok
- Anita Mui

## N
- Kary Ng
- Richard Ng Man Tat
- Sandra Ng
- Rachel Ngan

## P
- Eddie Peng
- Wilber Pan
- Byron Pang
- Diana Pang
- Jenny Pat

## Q
- Qin Hao

## R
- Selina Ren
- Michelle Reis
- Ruan Lingyu, silent-film actress

## S
- Charmaine Sheh
- Shu Qi
- Fiona Sit
- Maggie Siu
- Alec Su
- Betty Sun

## T
- Hebe Tian
- Leila Tong
- Tang Guoqiang
- Stephy Tang
- Nicholas Tse
- Angela Tong

## V
- Vicki Zhao Wei

## W
- Irene Wan
- Jiro Wang
- Wang Gang
- Wang Baoqiang (王宝强, Vương Bảo Cường)
- Anna May Wong
- Bosco Wong
- Emme Wong
- Fann Wong
- Faye Wong
- Joey Wong
- Race Wong
- Nancy Wu
- Chun Wu
- Daniel Wu
- Myolie Wu
- Vanness Wu

## X
- Xu Zheng
- Xu Jinglei

## Y
- Aaron Yan
- Jerry Yan
- Rainie Yang
- Liu Ye
- Sally Yeh
- Donnie Yen Ji Dan
- Michelle Yeoh
- Angelababy Yeung
- Charlie Yeung
- Miki Yeung
- Miriam Yeung
- Cherrie Ying
- Amy Yip
- Shawn Yue
- Anita Yuen
- Yuen Biao
- Catalina Yue
- Pan Yueming
- Joey Yung

## Z
- Zhao Wei
- Dan Zhao
- Zhang Fengyi
- Ziyi Zhang
- Tielin Zhang
- Junli Zheng
- Vic Zhou
- Ken Zhu